# Paul-Adrien d'Hardemare
Adrien du Moulinet d'Hardemare, en religion frère Paul-Adrien, né le 28 avril 1981, est un prêtre dominicain et vidéaste français.

## Biographie

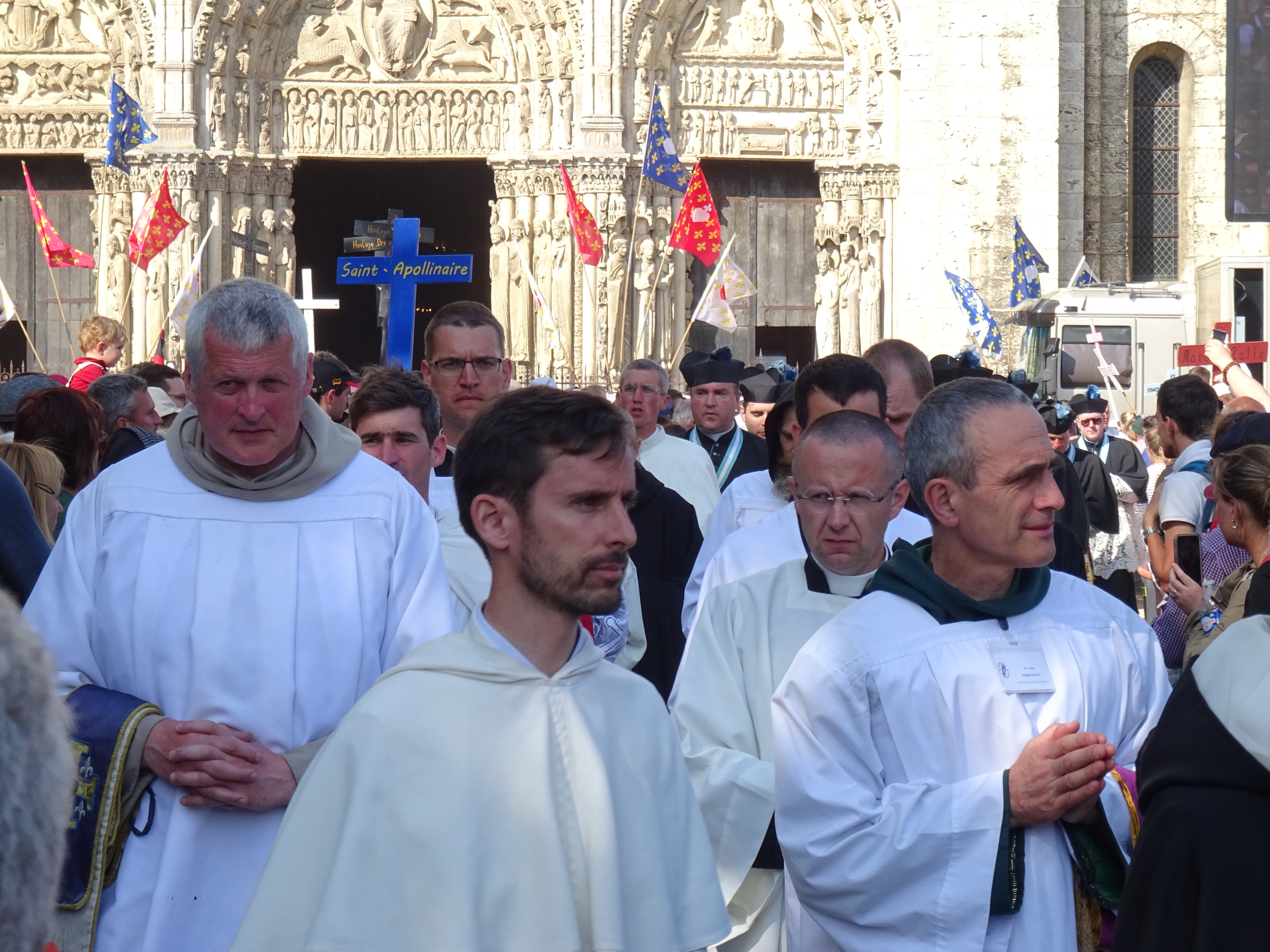
Paul-Adrien d'Hardemare le 29 mai 2023 à la du pèlerinage de Chartres lors de la procession finale de la messe du lundi de Pentecôte à la cathédrale de Chartres.

Né dans une famille catholique et ancien scout, il passe son enfance à Bayeux. Il est ancien élève de l'École nationale de la statistique et de l'administration économique (ENSAE), promotion 2002,. Après l'adolescence où il s'est éloigné de la religion, il s'en rapproche à 21 ans et entre dans l'ordre des Prêcheurs en 2005 à 24 ans avec la volonté d'évangéliser et est ordonné prêtre le 29 juin 2014 par Bernard-Nicolas Aubertin. Il commence son ministère de prêtre au couvent Saint-Nom-de-Jésus, ce qui lui permet d'être aumônier scolaire et professeur de mathématiques dans le secondaire à Lyon. Il initie notamment un groupe scout affilié au mouvement des Scouts et Guides de France à Givors dans la banlieue populaire de Lyon, le groupe « Notre-Dame des étoiles ». Il passe ensuite un an dans le couvent dominicain de Nancy où il lance sa chaîne YouTube. Il poursuit ses activités de youtubeur au couvent d’Évry. Il est depuis installé au couvent de l'Annonciation à Paris.

## Activités
Ne se sentant pas prédicateur de rue, mais voulant tout de même faire connaître le catholicisme au plus grand nombre, Paul-Adrien d'Hardemare lance, sans ambition, une chaîne YouTube en 2019, qui rencontre rapidement du succès. Une chaîne Twitch ouvre en 2020. Il est également présent sur des réseaux sociaux (TikTok, Instagram et Facebook) et a également réuni une communauté sur le service Discord. Il utilise cette présence sur Internet afin de faire découvrir la foi catholique, que ce soit à travers la Bible et la théologie ou par le biais de sujets de société à l'intention d'un public de 18 à 35 ans n'allant pas à la messe ou qui se sent rejeté de l’Église. Née d'une initiative personnelle, cette activité veut s'inscrire dans la continuité de la tradition dominicaine, qui était de prêcher dans la rue. Elle est devenue son activité principale depuis l'été 2020. Il a rassemblé, notamment pendant le premier confinement, des milliers d'internautes lors de veillées en ligne inspirées des « veillées scoutes ».
En 2022, il cofonde avec Anne-Louise Moiroud le réseau Acutis, une structure visant à rassembler et soutenir les influenceurs catholiques en leur fournissant des moyens techniques et logistiques pour leurs productions et en les formant aux techniques d'augmentation d'audience. Ce réseau, qui compte une soixantaine d'influenceurs chrétiens, est financé par le « Fonds du bien commun » du milliardaire Pierre-Édouard Stérin, qui soutient les projets de Paul-Adrien d'Hardemare,. En mars 2025, il indique au média StreetPress s'être retiré du réseau Acutis,.
Il est considéré, en août 2023, comme l'influenceur catholique français le plus suivi sur YouTube. Il est aidé par une équipe formée de communicants et de vidéastes. Sa présence aux journées mondiales de la jeunesse 2023 à Lisbonne est notée par quelques médias,.
Aux côtés des pasteurs évangéliques Carlos Payan et Éric Célérier, ainsi que d'Hubert de Torcy, président de Saje distribution, il anime le 24 mai 2024 au Collège des Bernardins la première édition de la « Nuit des influenceurs chrétiens » organisée par le « Fonds du bien commun »,,.
En décembre 2024, il lance le podcast « La Bible en 1 an » sur le modèle du projet à succès d'un prêtre du Minnesota.
Il est invité en juillet 2025 au « Jubilé des jeunes », rassemblant à Rome 500 000 participants venus du monde entier, aux côtés d'un millier d'influenceurs catholiques.

## Jugements des médias
Selon le journal La Croix, bien qu'« il assume son orthodoxie doctrinale », il peut avoir des accrochages avec des traditionalistes sur certains sujets comme l'encyclique Fratelli tutti. Pour le magazine Golias, il se montre « conscient de la pluralité au sein de l’Église » et se veut « rassembleur et ouvert aux différents courants » présents dans l’Église catholique. Le journal L'Humanité voit en lui l'un des « gros influenceurs catholiques [qui] ont le champ libre pour dérouler leur conservatisme décomplexé au cœur de l’« évangélisation » numérique. ».

## Prises de position
En août 2021, Matthieu Jasseron, autre prêtre vidéaste, répond à un internaute qu'« [il] n'est marqué nulle part, ni dans la Bible ni dans le catéchisme de l'Église catholique c'est-à-dire l'ensemble de la tradition, que d'être homosexuel ou de pratiquer l'homosexualité c'est un péché. » Paul-Adrien d'Hardemare répond en vidéo et rappelle la position de l'Église sur la pratique de l'homosexualité en faisant référence au paragraphe no 2357 du catéchisme,.
En octobre 2022, il se mobilise sur les réseaux sociaux, aux côtés d'autres influenceurs catholiques, contre les abus sexuels sur des mineurs et sur des femmes dans l'Église catholique.
En juillet 2024, il critique dans des vidéos le tableau Festivité de la cérémonie d'ouverture des Jeux olympiques d'été de 2024 dans lequel il voit une représentation parodique de la Cène. Il appelle à « se réarmer politiquement »[évasif].

## Publications
- Frère Paul-Adrien d'Hardemare et Pôle Jeunes du diocèse de Paris, Je crois en Dieu – Connaître la foi chrétienne, Mame, coll. « Parcours d’initiation chrétienne », 2024, 336 p., 15,2 × 23,1 cm (ISBN 978-2728936106)